# Плакіда Віктор Тарасович
Ві́ктор Тара́сович Пла́кіда (нар. 2 серпня 1956, Красний Луч) — український політичний діяч.
Народився 2 серпня 1956 року в місті Красний Луч Луганської області.
У 1979 році закінчив Ленінградський політехнічний інститут.
Кандидат економічних наук. З 1980 до 2003 рік працював старшим інженером, старшим майстром, начальником районної електромережі Ленінського району Феодосії, у відділенні Феодосії компанії «Крименерго». Працював головним інженером електричних мереж Феодосії, директором Кримської електроенергетичної системи.
У травні 2006 року Віктор Плакіда був призначений головою Ради міністрів Автономної Республіки Крим.
Одружений. Четверо синів.
З 2016 року на посаді Гендиректора «Крименерго».
| політик | Це незавершена стаття про політичного діяча. Ви можете допомогти проєкту, виправивши або дописавши її. |